# Чанъу
Чанъу́ (кит. упр. 长武, пиньинь Chángwǔ) — уезд городского округа Сяньян провинции Шэньси (КНР).

## История
После того, как царство Цинь создало первую в истории Китая централизованную империю, в этих местах в 220 году до н. э. был создан уезд Чуньгу (鹑觚县). При империи Хань в 140 году до н. э. западная часть уезда была выделена в отдельный уезд Иньпань (阴槃县), а северная — в уезд Цяньшуй (浅水县). При империи Восточная Хань уезды Цяньшуй и Иньпань были расформированы. В 344 году уезд Чуаньгу прекратил своё существование.
При империи Северная Вэй в 517 году был создан уезд Дунъиньпань (东阴槃县), а при империи Западная Вэй в 535 году был вновь создан уезд Чуаньгу. В 552 году уезд Данъиньпань был переименован в Илу (宜禄县). При империи Северная Чжоу в 563 году уезд Илу был расформирован.
При империи Тан в 628 году уезд Илу был создан вновь. В 686 году власти уезда переехали из Цяньшуйюаня в Чанъучэн.
После основания империи Сун уездные власти переехали в посёлок Жаньдянь, а в 110 году окрестности города Чанъу были выделены в уезд Чанъу. В 1002 году уезд Чанъу был расформирован, а его земли вошли в состав уезда Баодин (保定县). В 1108 году уезд Чанъу был создан вновь.
После монгольского завоевания в 1270 году уезд Илу был присоединён к уезду Синьпин (新平县), а в 1274 году уезд Чанъу был присоединён к уезду Цзинчуань (泾川县).
После основания империи Мин уезд Синьпин был в 1370 году расформирован, а его территория перешла под непосредственное управление властей области Биньчжоу (邠州). В 1583 году уезд Чанъу был образован вновь.
В 1950 году был создан Специальный район Баоцзи (宝鸡专区), и уезд вошёл в его состав. В 1956 году Специальный район Баоцзи был расформирован, и уезд стал подчиняться напрямую властям провинции. В 1958 году уезд Чанъу был присоединён к уезду Биньсянь.
В 1961 году был вновь создан Специальный район Сяньян, и восстановленный в прежних границах уезд вошёл в его состав. В 1969 году Специальный район Сяньян был переименован в округ Сяньян (咸阳地区).
В сентябре 1983 года постановлением Госсовета КНР были расформированы округ Сяньян и город Сяньян, и образован городской округ Сяньян.

## Административное деление
Уезд делится на 1 уличный комитет и 7 посёлков.